# Albenort
Albenort war ein Ort im Kreis Heiligenbeil in Ostpreußen. Seine Ortsstelle befindet sich jetzt im Munizipalkreis Rajon Bagrationowsk (Stadtkreis Preußisch Eylau) in der Oblast Kaliningrad (Gebiet Königsberg (Preußen)) in Russland.

## Geographische Lage
Die Ortsstelle Albenorts liegt im südlichen Westen der Oblast Kaliningrad, 26 Kilometer nordöstlich der früheren Kreisstadt Heiligenbeil (russisch Mamonowo) bzw. 31 Kilometer nordwestlich der heutigen Rajonshauptstadt Bagrationowsk (deutsch Preußisch Eylau).

## Geschichte
Der kleine Gutsort Dalbenorth wurde 1671 gegründet und vor 1700 Albelnorth, nach 1720 Albeenorth, nach 1724 Albenorth, nach 1785 Albinort und nach 1820 Albenort genannt. 1874 kam der Gutsbezirk Albenort zum neu errichteten Amtsbezirk Pörschken (russisch Nowo-Moskowskoje) im ostpreußischen Kreis Heiligenbeil. Im Jahre 1910 zählte Albenort 24 Einwohner.
Am 30. September 1928 wurde der Gutsbezirk Albenort bei Verlust seiner Eigenständigkeit in die benachbarte Landgemeinde Konradswalde eingegliedert, südlich gelegene Teile kamen zur Landgemeinde Schoyschen (vor 1910 Schoischen, 1938 bis 1945 Schoschen) im Amtsbezirk Pokarben, heute im Gebiet des Rajon Gurjewsk gelegen.
In Kriegsfolge kam Albenort 1945 mit dem gesamten nördlichen Ostpreußen zur Sowjetunion, allerdings ohne dass er eine russische Namensform erhielt oder einem Dorfsowjet zugeordnet wurde. So war der Ort schon in den ersten Nachkriegsjahren verwaist und gilt heute offiziell als untergegangen. Seine Ortsstelle liegt im Bereich des Rajon Bagrationowsk (Stadtkreis Preußisch Eylau) in der Oblast Kaliningrad (Gebiet Königsberg (Preußen)) der Russischen Föderation.

## Religion
Albenort war bis 1945 in das Kirchspiel der evangelischen Kirche Pörschken (russisch Nowo-Moskowskoje) in der Kirchenprovinz Ostpreußen der Kirche der Altpreußischen Union eingepfarrt.